# Universidade La Salle
A Universidade La Salle é uma Instituição de ensino superior privada lassalista do Rio Grande do Sul com seu campus localizado no município de Canoas. A Instituição iniciou suas atividades em 6 de agosto de 1976, com os cursos de Estudos Sociais, Letras e Pedagogia, ainda sob o nome de Centro Educacional La Salle de Ensino Superior (CELES). Em 10 de maio de 2017, o então Centro Universitário La Salle passou a ser designado como Universidade La Salle, em acordância com o Diário Oficial da União. Dentro do campus há também o Colégio La Salle, oferecendo educação infantil e os ensinos fundamental, médio e profissional.

## Cursos disponíveis
A Universidade La Salle conta com mais de 40 cursos de graduação, sendo eles divididos em EAD, semipresencial e presencial, sendo eles:
- Administração (EAD e Presencial);
- Análise e Desenvolvimento de Sistemas (EAD);
- Arquitetura e Urbanismo (Presencial);
- Biomedicina (Semipresencial);
- Ciência da Computação (Presencial);
- Ciência de Dados (EAD);
- Ciências Contábeis (EAD);
- Design Gráfico (Presencial);
- Direito (Presencial);
- Educação Física (Semipresencial);
- Enfermagem (Presencial e Semipresencial);
- Engenharia Civil (EAD);
- Engenharia de Produção (EAD);
- Engenharia Elétrica (EAD);
- Engenharia Mecânica (EAD);
- Fisioterapia (Presencial);
- Gestão Comercial (EAD);
- Gestão da Produção Industrial (EAD);
- Gestão da Qualidade (EAD);
- Gestão da Tecnologia da Informação (EAD);
- Gestão de Recursos Humanos (EAD);
- Gestão Financeira (EAD);
- Gestão Pública (EAD);
- História (EAD);
- Letras (EAD);
- Logística (EAD);
- Marketing (EAD);
- Matemática (EAD);
- Nutrição (Presencial e Semipresencial);
- Pedagogia (EAD e Presencial);
- Processos Gerenciais;
- Psicologia (Presencial);
- Redes de Computadores (EAD);
- Relações Internacionais (Presencial);
- Secretariado (EAD);
- Serviço Social (EAD);
- Teologia (EAD).

Ainda o La Salle conta com cursos de Pós-graduação Lato Sensu, Extensão e também os cursos de mestrado e doutorado.

## Campus
A universidade conta com o campus principal no centro da cidade de Canoas, ao lado da estação de Trensurb de mesmo nome e também, desde 2020, conta com a Escola de Saúde, uma parceria da Universidade La Salle com a Santa Casa de Porto Alegre, onde oferecem diversos cursos da área de saúde.

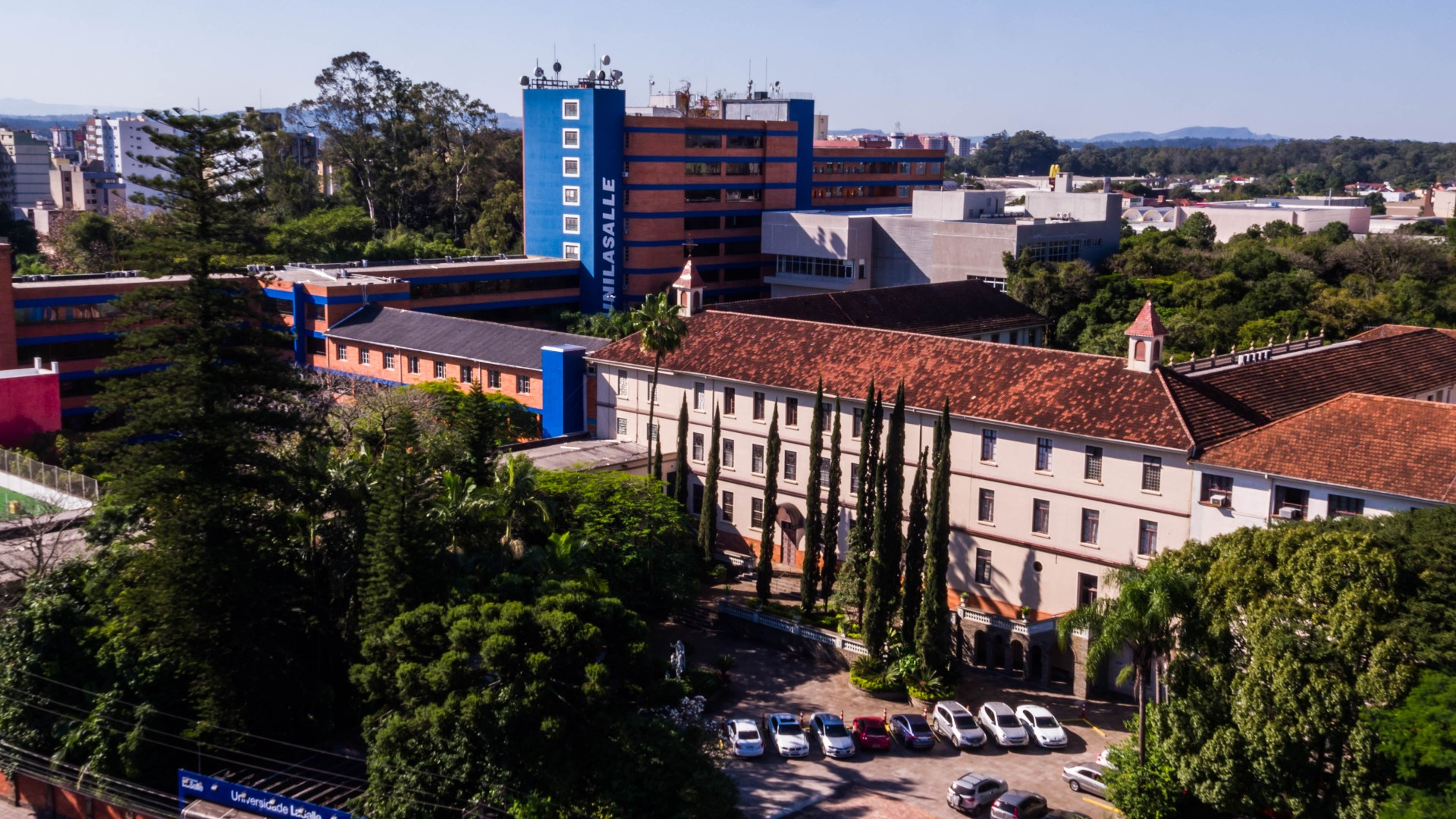
Campus da Universidade LaSalle

Ainda há mais de 60 polos de ensino à distância espalhados pelo país.

## Infraestrutura do Campus Canoas
Sendo o principal campus da Universidade, a estrutura do campus Canoas, conta com a Biblioteca LaSalle, uma das maiores do estado do Rio Grande do Sul, a Pastoral Universitária, o LaSalle Saúde (uma clínica da universidade), além dos laboratórios de enfermagem, fisioterapia, engenharia e o FABLAB, o laboratório de fabricação que tem disponível diversos equipamentos para a comunidade e alunos.
Ainda há a editora LaSalle, que fica localizada na biblioteca no prédio 12. Já o prédio 15 conta com o Poliesportivo LaSalle, onde há academia para musculação, piscina semiolímpica.